# 金剛山 (佐渡島)
金剛山（こんごうさん）は、新潟県佐渡市にある山である。

## 概要
標高962.2m。地形図に名称が掲載されている山としては金北山、妙見山に次いで佐渡島で3番目に高い山である。